# اعتلال عضلة القلب السكري
اعتلال عضلة القلب السكري هو اضطراب في عضلة القلب لدى مرضى السكري. يُمكن أن يؤدي إلى عدم قدرة القلب على توزيع الدم عبر الجسم بشكل فعال، وهي حالة تُعرف باسم قصور القلب (HF) مع تراكم السوائل في الرئتين (الوذمة الرئوية) أو الساقين (الوذمة المحيطية). مُعظم حالات قصور القلب لدى مرضى السكري ناجمة عن مرض الشريان التاجي، يُعتبر اعتلال عضلة القلب بسبب السكري في حالة لم يكن هناك مرض في الشريان التاجي يُفسر اضطراب عضلة القلب.

## العلامات والأعراض
إحدى خصائص اعتلال عضلة القلب السكري هي المرحلة الخَافِيةٌ الطويلة، والتي يتطور خلالها المرض ولكنه بدون أعراض تمامًا. في معظم الحالات، يُكتشف اعتلال عضلة القلب السكري مع ارتفاع ضغط الدم المصاحب أو مرض الشريان التاجي. إحدى العلامات المُبكرة هي خلل وظيفي انبساطي خفيف في البطين الأيسر مع تأثير ضئيل على امتلاء البطين. أيضًا قد يُظهر مريض السكري علامات خفية لاعتلال عضلة القلب السكري تتعلق بانخفاض امتثال البطين الأيسر أو تضخم البطين الأيسر أو مزيج من الاثنين معًا. يمكن أيضا ملاحظة موجة "a" بارزة في النبض الوريدي الوداجي، وقد يكون النبض القمي القلبي مفرط النشاط أو مستمرًا طوال فترة الانقباض. بعد حدوث الخلل الانقباضي، وتوسع البطين الأيسر، وقصور القلب المصحوب بأعراض، قد يصبح الضغط الوريدي الوداجي مرتفعًا، وقد تُنزاح النبضات القمية إلى الأسفل وإلى اليسار. النفخة التاجية الانقباضية ليست غير شائعة في هذه الحالات. ويرافق هذه التغييرات مجموعة متنوعة من التغيرات الكهربائية التي قد تترافق مع اعتلال عضلة القلب السكري في 60 % من المرضى الذين لا يعانون من أمراض القلب الهيكلية، على الرغم من أنها عادةً لا تكون في المرحلة المبكرة بدون أعراض. في وقت لاحق من التقدم، قد يكون طول فترة كيو تي مؤشرًا على التليف. نظرًا لأن تعريف اعتلال عضلة القلب السكري يستبعد ما يصاحب ذلك من تصلب الشرايين أو ارتفاع ضغط الدم، فلا توجد تغييرات في التروية أو في مستويات الببتيد الأذيني المدر للصوديوم حتى المراحل المتأخرة جدًا من المرض، عندما يصبح تضخم الشرايين والتليف واضحين جدا.

## التشخيص
تشمل الأساليب التشخيصية لاعتلال عضلة القلب السكري تخطيط القلب بالصَّدى، وفحوصات التصوير بالرنين المغناطيسي للقلب، والتصوير المقطعي المحوسب متعدد الشرائح (MsCT)، والتصوير النوويّ.